# Vers (Haute-Savoie)
Vers is een gemeente in het Franse departement Haute-Savoie (regio Auvergne-Rhône-Alpes) en telt 528 inwoners (1999). De plaats maakt deel uit van het arrondissement Saint-Julien-en-Genevois.

## Geografie
De oppervlakte van Vers bedraagt 5,9 km², de bevolkingsdichtheid is 89,5 inwoners per km².
De onderstaande kaart toont de ligging van Vers (Haute-Savoie) met de belangrijkste infrastructuur en aangrenzende gemeenten.

## Demografie
Onderstaande figuur toont het verloop van het inwonertal (bron: INSEE-tellingen).